# Гаррисон, Мейбл
Мейбл Гаррисон Симон (англ. Mabel Garrison Siemonn; 24 августа 1886 — 20 августа 1963) — американская оперная певица (колоратурное сопрано), выступавшая в «Метрополитен-опера» с 1914 по 1921 год.

## Биография
Родилась в Балтиморе, в штате Мэриленд 24 апреля 1886 года.
В 1903 году окончила Western Maryland College (ныне McDaniel College). Продолжила обучение пению в Консерватории Пибоди. В 1908 году вышла замуж за профессора Джорджа Симона, и далее обучалась у Оскара Санджера и у Герберта Уизерспуна в Нью-Йорке. Дебютировала в 1912 году в составе Aborn Opera Company в роли Филлин в оперетте «Миньон». 15 февраля 1914 года состоялся дебют Мейбл в «Метрополитен-опера», когда она исполнила арии из опер Верди и Моцарта. Первой ролью в составе труппы была роль Фраскиты из оперы Жоржа Бизе «Кармен». Также она играла такие роли как, Адина из «Любовный напиток», Берта из «Эврианта», Бьянкофор из «Франческо да Римини», Кробил из «Таис», Добрая фея из «Гензель и Гретель», Джильда из «Риголетто», Леди Гарриет из «Марта», Оскар из «Бал-маскарад», Царица ночи из «Волшебная флейта», Шемаханская царица из «Золотой петушок», Розина из «Севильский цирюльник» и Урбан в «Гугеноты». Последнее выступление певицы в составе «Метрополитен-опера» состоялось 22 января 1921 года. Тогда она исполнила главную роль в оперетте «Лючия ди Ламмермур».
В том же году появилась в качестве гостя в Берлинской государственной опере в Гамбурге и в Cologne Opera. В то же время она совершила мировое гастрольное турне. С 1925 по 1926 год была членом Chicago Opera Company. После 1933 года преподавала в «Колледж Смит». Её голос колеблется в рамках колоратурного сопрано, что было продемонстрировано на концертах и на записях Мейбл, сделанных на лейбле Victor Talking Machine Company.
Скончалась в Нью-Йорке 20 августа 1963 года.